# 足利義氏 (古河公方)
足利 義氏（あしかが よしうじ）は、戦国時代の人物で、第5代古河公方（在職：1552年 - 1583年）。同名の足利義氏から数えて14代目の子孫に当たる。父は第4代古河公方の足利晴氏、母は北条氏綱の娘の芳春院殿。正室は北条氏康の娘の浄光院。異母兄弟に足利藤氏や足利藤政がいる。
※日付は和暦による旧暦。西暦表記の部分はユリウス暦とする。

## 生涯
天文10年（1541年）1月15日、足利晴氏の次男（一説には五男）として小田原城で生まれる（『下野足利家譜』）。ただし、天文12年（1543年）生まれとする同時代史料もあり（『鎌倉公方御社参次第』）、建長寺で編纂された『建長寺年中諷経並前住記』には義氏を癸卯（＝天文12年）3月26日生まれとする記述が行われている。その後存在が確認された義氏の仏事香語には、義氏が四十年の生涯を送ったことが記されており、逆算すると天文12年生まれが正しいことになる。幼名は梅千代王丸。
父・晴氏が北条氏康との河越城の戦いで戦って敗北したのち、天文17年（1548年）に晴氏は長男である足利藤氏を後継者とした。だが、これに危機感を抱いた氏康は、梅千代王丸と母親の芳春院を北条領に連れ出そうと画策している。
天文20年（1551年）12月、晴氏と氏康の和睦が成立した。その結果、梅千代王丸が嫡男として扱われることになった。また、晴氏は公方府を芳春院と梅千代王丸が滞在していた北条氏の一支城であった葛西城（現在の東京都葛飾区青戸）に移すことにも同意した。
だが、晴氏は後継者の変更には難色を示し、最終的にこれを認めたのは天文21年（1552年）12月のことであった。しかし、氏康が梅千代王丸に付けた禅僧の季龍周興らは、12歳（もしくは10歳）の梅千代王丸に古河公方が行う安堵状と宛行状の決裁を行わせ、実際には古河公方の交替になってしまった。
天文23年（1554年）7月、事態を悟った晴氏は葛西城を脱出して古河御所に籠もったが、重臣の簗田晴助や一色直朝らがこれに反対し、11月には氏康自らが古河を攻めて晴氏を降伏に追い込み、晴氏は相模国に幽閉された。
天文24年（1554年）11月、梅千代王丸は元服したが、その元服式は古河御所ではなく葛西城で行われた。このとき、室町幕府の将軍である足利義輝から、足利将軍家の通字である「義」の字を偏諱として受け、義氏と名乗り、加冠役は外伯父にあたる氏康が務めた。廃嫡された異母兄の藤氏は、義藤と名乗っていた頃の義輝から下の字である「藤」の字を与えられており、藤氏に権威的に対抗するためにも下の字である「輝」ではなく、それよりも権威があるとされた上の字である「義」の字を求めたと考えられる。また、藤氏の存在は北条氏側からすれば潜在的な脅威であり、義氏の元服時に義輝から「輝」ではなくそれより格上とされる「義」の偏諱を得たのも、藤氏の正統性の否定の意図があったともいわれている。
永禄元年（1558年）2月、義氏は朝廷より従四位上右兵衛佐に任じられた。右兵衛佐は古河公方家に叛旗を翻した小弓公方足利義明（義氏の大叔父）の名乗った官職であるものの、同時にかつて源頼朝が任じられた官職でもあった。北条氏得宗家と同じ左京大夫を名乗っていた氏康は、義氏が鎌倉幕府の将軍とゆかりのある官職を受けることで、鎌倉幕府の先例を継承して東国支配の正当性を強化しようとしたと考えられる。4月には義氏は葛西城を出て、古河公方としては唯一になる鎌倉の鶴岡八幡宮に参詣し、8月には公方領国入りを果たすものの、その居城も代々の古河城でなく関宿城とされた。これらの身上は全て、北条氏の政略上のものとして動かされた。
また、のちに関東管領となった上杉謙信も晴氏の長男である足利藤氏が正統な古河公方であるとし、異母弟であった義氏の継承を認めなかった。関東における北条氏と、上杉氏はじめとする反北条氏との攻防の中にあって、義氏は小田原など古河と関係ない地を転々とすることになった。なお、『小田原衆所領役帳』では「御家門方　葛西様」と記載されている。
元亀元年（1570年）ごろ、越相同盟の締結条件として、上杉謙信からも正統性と継承を認められた。ようやく古河公方として古河に戻ることになったが、それは氏康の子・北条氏照を後見人にするという条件のもとであり、傀儡であることに代わりはなかった。このころ、浄光院と婚姻したと推測されている。
天正2年（1574年）、閏11月に上杉方として北条氏及び義氏と対立状態にあった簗田晴助・持助父子が降伏し（関宿合戦の終結）、同じ頃足利藤政が死去（一説には関宿城陥落時に自害）したことで、長年の古河公方家の内紛は事実上終結することになる。義氏は永禄3年以来の簗田氏の行動に対して処断を求めていたが、北条氏康の後を継いでいた北条氏政は弟の氏照を介して説得し、12月に赦免を認めた。天正年間の義氏は古河城と栗橋城の両方を居城としており、特に天正5年（1577年）から同9年（1581年）にかけては栗橋城を居住としていることが判明している。
天正10年（1582年）、武田勝頼の滅亡によって上野国が織田信長の勢力下に入って滝川一益に与えられた。関東の諸勢力は信長との誼を通じようとして使者を派遣したが、一益は義氏と簗田氏からの使者に対してはこれを黙殺した。義氏はこれを不安がって簗田父子に相談をしている（天正10年4月24日付簗田中務太輔（持助）・同洗心斎（晴助）宛足利義氏朱印覚書「簗田文書」所収/戦国遺文後北条氏編1029号）。一方で、一益は小弓公方の継承者と称していた足利頼淳（義明の子）に対して連絡を取った形跡があり、織田政権が東国平定後に北条氏に近い古河公方を廃して小弓公方を擁立する構想を立てていた可能性を指摘する研究者もいる。しかし、同年に発生した本能寺の変で信長が討たれ、滝川一益も北条氏によって追放されたために危機は回避された。
天正10年（1582年）閏12月20日に死去。ただし、この日付は北条氏の勢力圏下で用いられていた三島暦の日付であり、京都で用いられていた京暦や同じ関東地方でも大宮暦ではこの日は年が明けた天正11年（1583年）1月20日とされている（詳細は改暦#天正10年の例参照のこと）。法号は長山善公香雲院。
嫡男の梅千代王丸が早世していたため、古河公方の家臣団は梅千代王丸の姉である氏姫を古河城主として擁立した。
その後、名族の血筋が断絶することを惜しんだ豊臣秀吉の計らいで、氏姫は小弓公方であった足利義明の孫・足利国朝と結婚し、喜連川氏を興すこととなった。